# 舊主教座堂 (林茨)

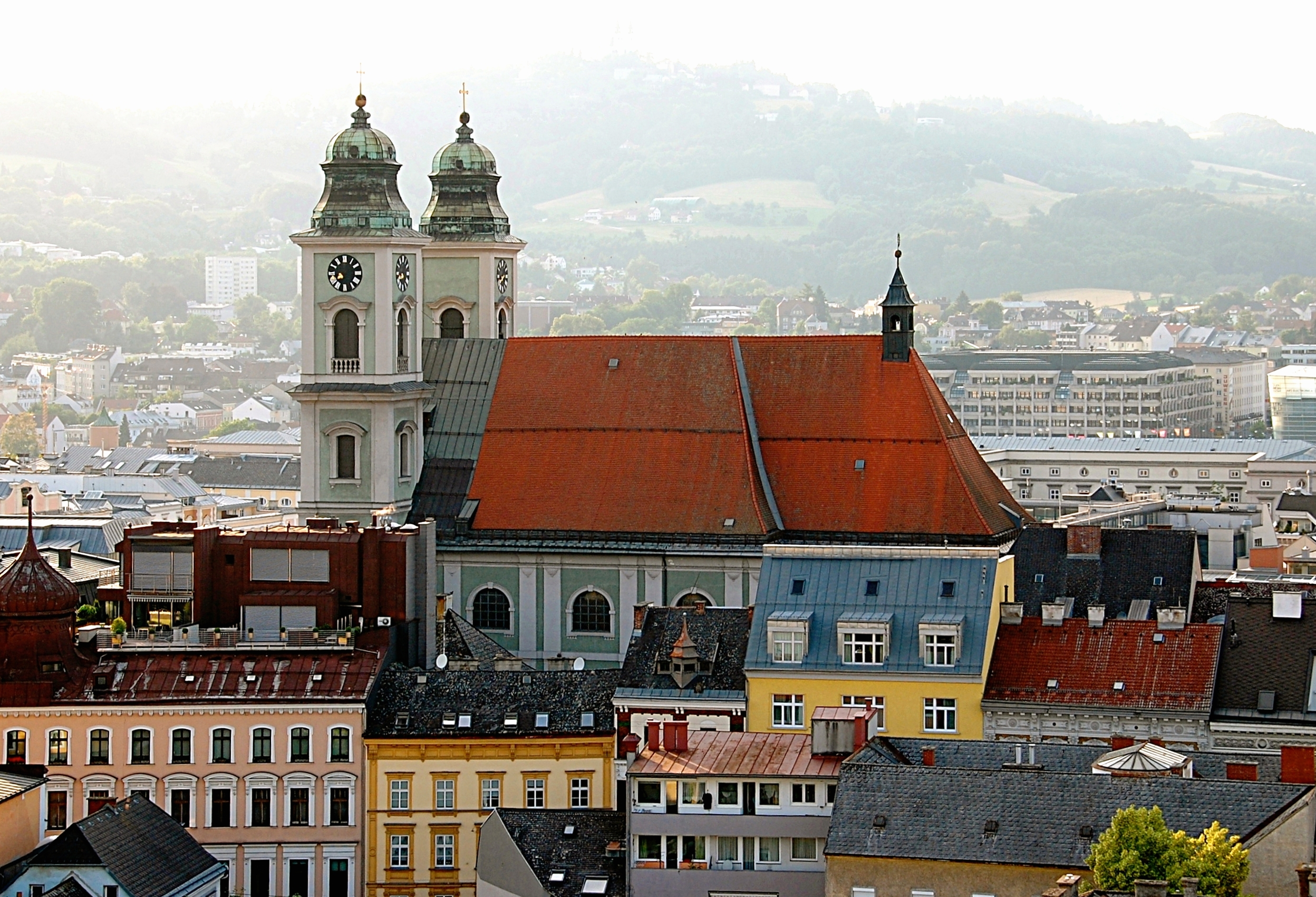

舊主教座堂（德語：Alter Dom）是位於奧地利城市林茨的一座教堂。舊主教座堂修建於1669年至1683年期間。1785年至1909年期間，舊主教座堂是天主教林茨教區的主教座堂。